# Pabean (Pekalongan Utara)
Pabean is een bestuurslaag in het regentschap Pekalongan van de provincie Midden-Java, Indonesië. Pabean telt 4616 inwoners (volkstelling 2010).